# Cavatappi

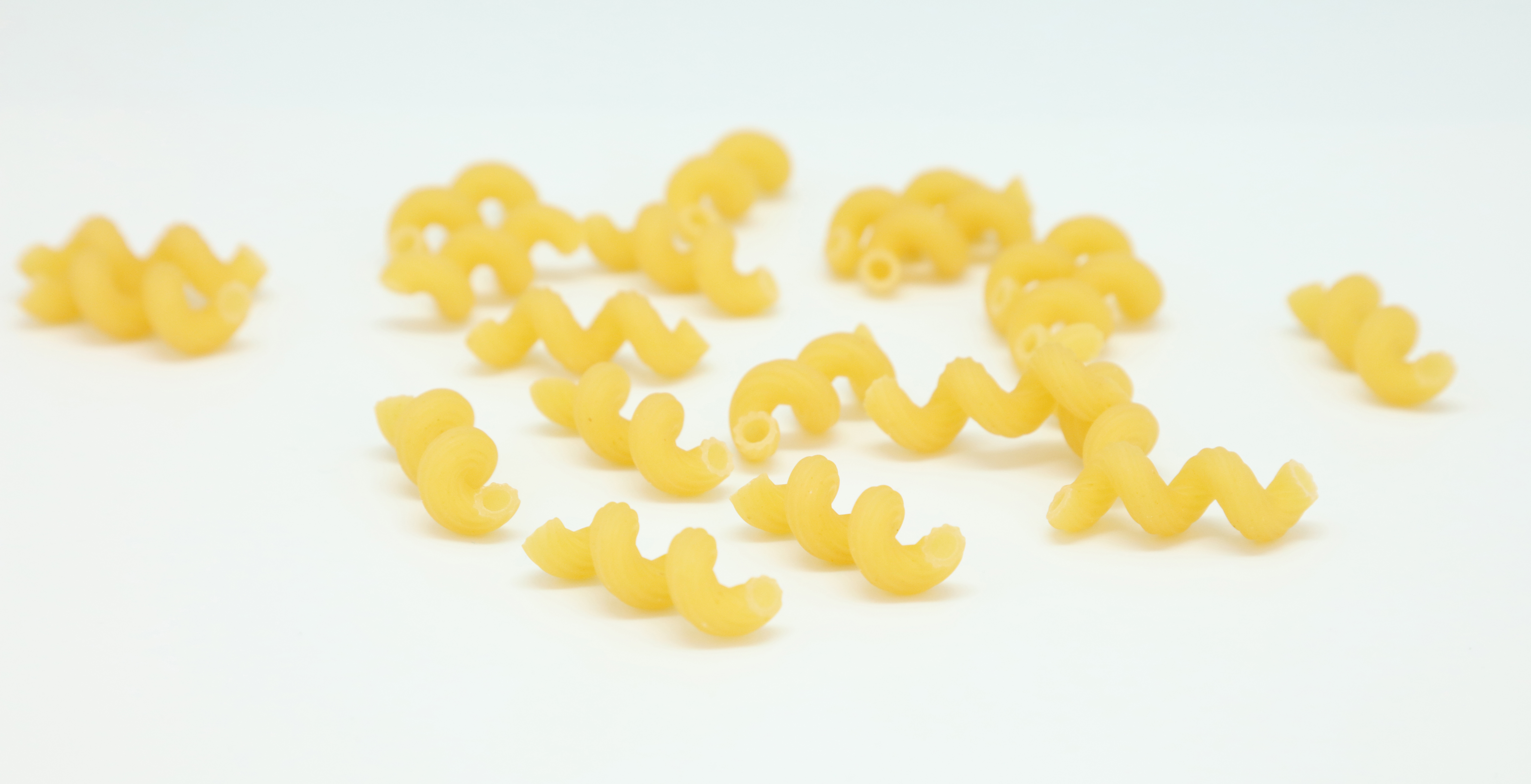
Cavatappi

Cavatappi ist eine italienische Pastaform.
Sie sind auch unter dem Namen Amorini, Stortelli, Spirali, Amorosi oder Cellentani verbreitet. Der Name Cavatappi leitet sich aus dem italienischen cavatappi, zu Deutsch Korkenzieher her.
Cavatappi sind röhrenförmige und zumeist längs geriffelte Pasta, die in Form eines Korkenziehers gedreht sind. Der Wassergehalt liegt etwa bei 12 Prozent.
Die Cavatappi werden sehr vielseitig eingesetzt. Man isst sie mit Pesto oder verschiedenen Tomaten-, aber auch Käsesoßen. Sie werden auch als Ersatz für Macaroni in Nudelaufläufen sowie in Salaten verwendet.